# Cartes à jouer, verres, bouteille de rhum
Cartes à jouer, verres, bouteilles de rhum est un tableau réalisé par le peintre espagnol Pablo Picasso en 1914-1915 à Avignon puis Paris. Cette huile sur toile agrémentée de sable est une nature morte cubiste dans lequel l'artiste manifeste par une inscription et la représentation de petits drapeaux français son soutien à sa patrie d'adoption alors que celle-ci vient de s'engager dans la Première Guerre mondiale. Partie d'une collection privée, elle est promise au Metropolitan Museum of Art, à New York.

## Expositions
- Le Cubisme, Centre national d'art et de culture Georges-Pompidou, Paris, 2018-2019.